# Grönviksmyran
Grönviksmyran este o arie protejată (arie specială de conservare — SAC, sit de importanță comunitară — SCI) din Suedia întinsă pe o suprafață de 53,5 ha, integral pe uscat.

## Localizare
Centrul sitului Grönviksmyran este situat la coordonatele 62°13′08″N 17°37′01″E / 62.2189°N 17.617°E.

## Înființare
Situl Grönviksmyran a fost declarat sit de importanță comunitară în aprilie 2004 pentru a proteja un număr necunoscut de specii din flora spontană și fauna sălbatică aflate în arealul zonei. Situl a fost protejat și ca arie specială de conservare în martie 2011.

## Biodiversitate
Situată în ecoregiunile boreală și marină baltică, aria protejată conține 9 habitate naturale: Mlaștini turboase de tranziție și turbării mișcătoare, Mlaștini împădurite, Cursuri de apă de la nivel de câmpie la nivel montan, cu vegetație Ranunculion fluitantis și Callitricho-Batrachion, Taiga vestică, Păduri caducifoliate de mlaștină fino-scandinave, Insulițe și insule mici din Baltica boreală, Lagune de coastă, Păduri naturale în etape succesive primare ale suprafețelor emergente de coastă, Lacuri și iazuri distrofice naturale.
La baza desemnării sitului se află un număr nedeclarat de specii protejate.